# Davetaque, o Poeta
Davetaque, o Poeta (em armênio: Դաւթակ Քերթող; romaniz.: Davtʻak Kʻertʻoł) foi um poeta armênio do século VII que escreveu a primeira obra conhecida de poesia armênia sobre um assunto secular. É o autor de Elegia sobre a morte do grão-príncipe Jevanxir (Ołbk῾ i mahn J̌ewanširi meci išxani), dedicada a Jevanxir, um príncipe do século VII do Reino da Albânia no Cáucaso que foi assassinado por um traidor. A única informação que sobreviveu sobre Davetaque vem da história atribuída a Moisés de Dascurã, na qual a elegia está registrada. De acordo com Moisés, era um convidado na corte real em Partava, a capital da Albânia, quando Jevanxir foi assassinado (669). Isso indica que era uma figura de algum renome. Moisés elogia-o, mas não dá outros detalhes sobre sua vida. Theo van Lint conclui que era um poeta viajante que "desempenhava a função de um poeta da corte", e que pode ser considerado um gussã (bardo) cristão. Era cristão, ou pelo menos compôs um poema cristão. O poema é escrito em versos acrósticos alfabéticos. Foi descrito como "na verdade, um lamento pagão sobre um herói caído." Na elegia, o autor mostra familiaridade com a mitologia grega e o épico homérico. Na visão de van Lint, a obra representa uma fusão das tradições orais e escritas da poesia armênia.